# Zaleptus luteus
Zaleptus luteus is een hooiwagen uit de familie Sclerosomatidae.